# Joseph Gabet
Joseph Gabet (4. prosince 1808 Nevy-sur-Seille, Francie – 3. března 1853, Rio de Janeiro) byl francouzský misionář a cestovatel. Je považován za zakladatele moderní katolické misie v Mongolsku.
V roce 1833 byl vysvěcen na kněze. O rok později se připojil k lazaristům a již následujícího roku byl vyslán na misijní cestu do Asie. Ve druhé polovině 30. let 19. století byl vyslán do Mongolska. Mezi lety 1844–1846 se zúčastnil misijní cesty do Tibetu, a to společně s kolegou lazaristou Évariste Régis Hucem a mladým Tibeťanem, který jim dělal překladatele. Stal se známým především díky této své tibetské cestě, jelikož Huc o ní podal podrobnou cestopisnou zprávu (vyšla i několikrát v českém jazyce).

## Bibliografie

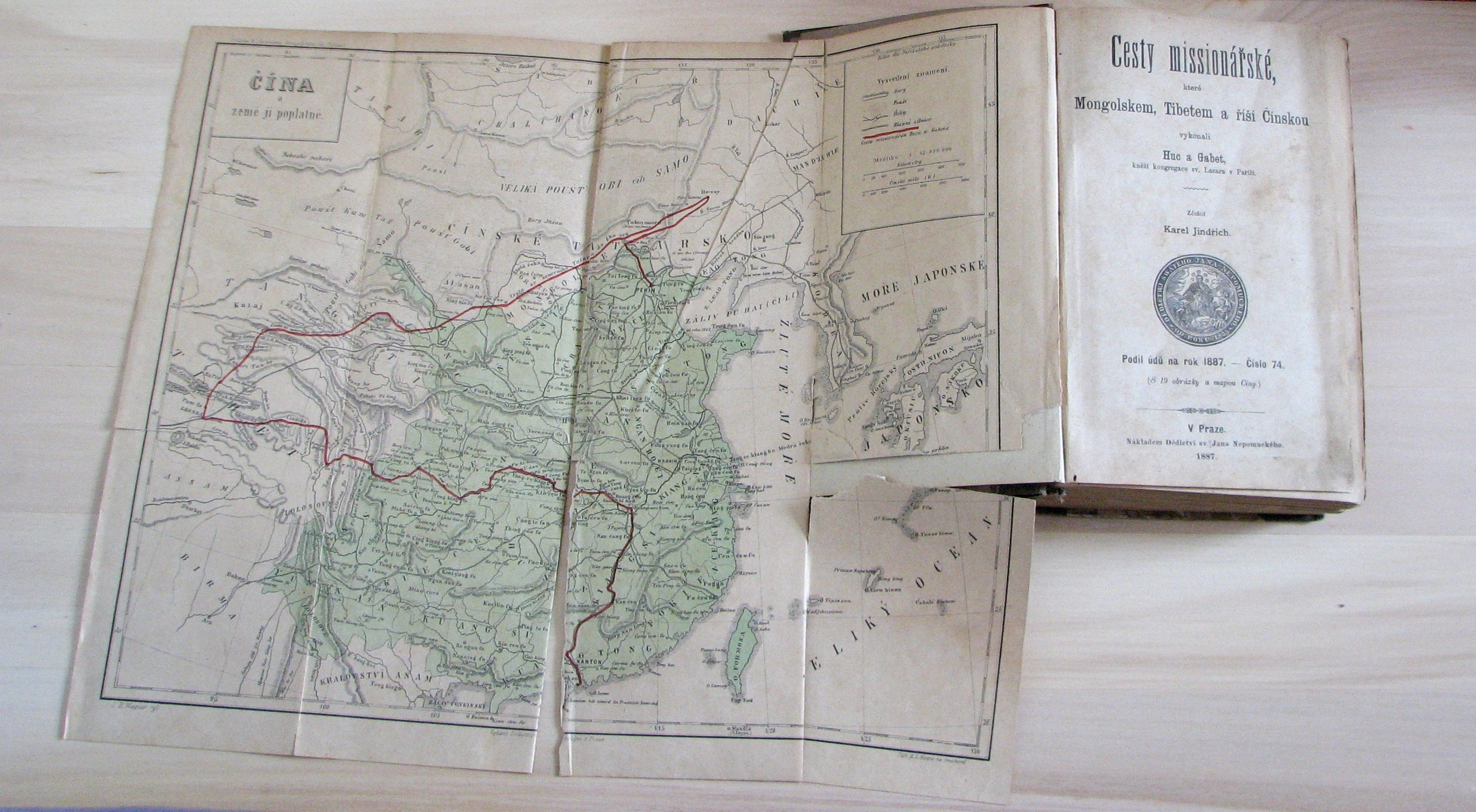
První české vydání